# Kabinet-May (Suriname)
Het kabinet-May was een Surinaams interim zakenkabinet onder leiding van premier Arthur May. In deze periode was Johan Ferrier de gouverneur van Suriname.
Het kabinet regeerde van 5 maart 1969 tot en met 20 november 1969.
In de korte regeerperiode viel buurland Guyana het Tigri-gebied aan. Op dat moment was de eenheid van Defensie en Politie in dat gedeelte van Suriname behoorlijk verzwakt omdat politiemensen naar Paramaribo waren gehaald om gewone diensten te draaien.

## Samenstelling
Het kabinet was als volgt samengesteld:
| Ministerie                                                      | Minister                    |
| --------------------------------------------------------------- | --------------------------- |
| Algemene Zaken Binnenlandse Zaken                               | Arthur May (tevens premier) |
| Bouwwerken, Verkeer en Waterstaat Mijnbouw, Bosbouw en Domeinen | Frans Lichtveld             |
| Arbeid en Sociale Zaken                                         | August Biswamitre           |
| Financiën                                                       | Edgar Wijngaarde            |
| Handel en Industrie                                             | Willy Cairo                 |
| Justitie en Politie                                             | Ramsewak Shankar            |
| Landbouw, Veeteelt en Visserij                                  | Inderdew Sewrajsing         |
| Onderwijs en Volksontwikkeling                                  | Hein Eersel                 |
| Volksgezondheid                                                 | Edwin Gustaaf Wijngaarde    |